# Jeżewo (województwo łódzkie)

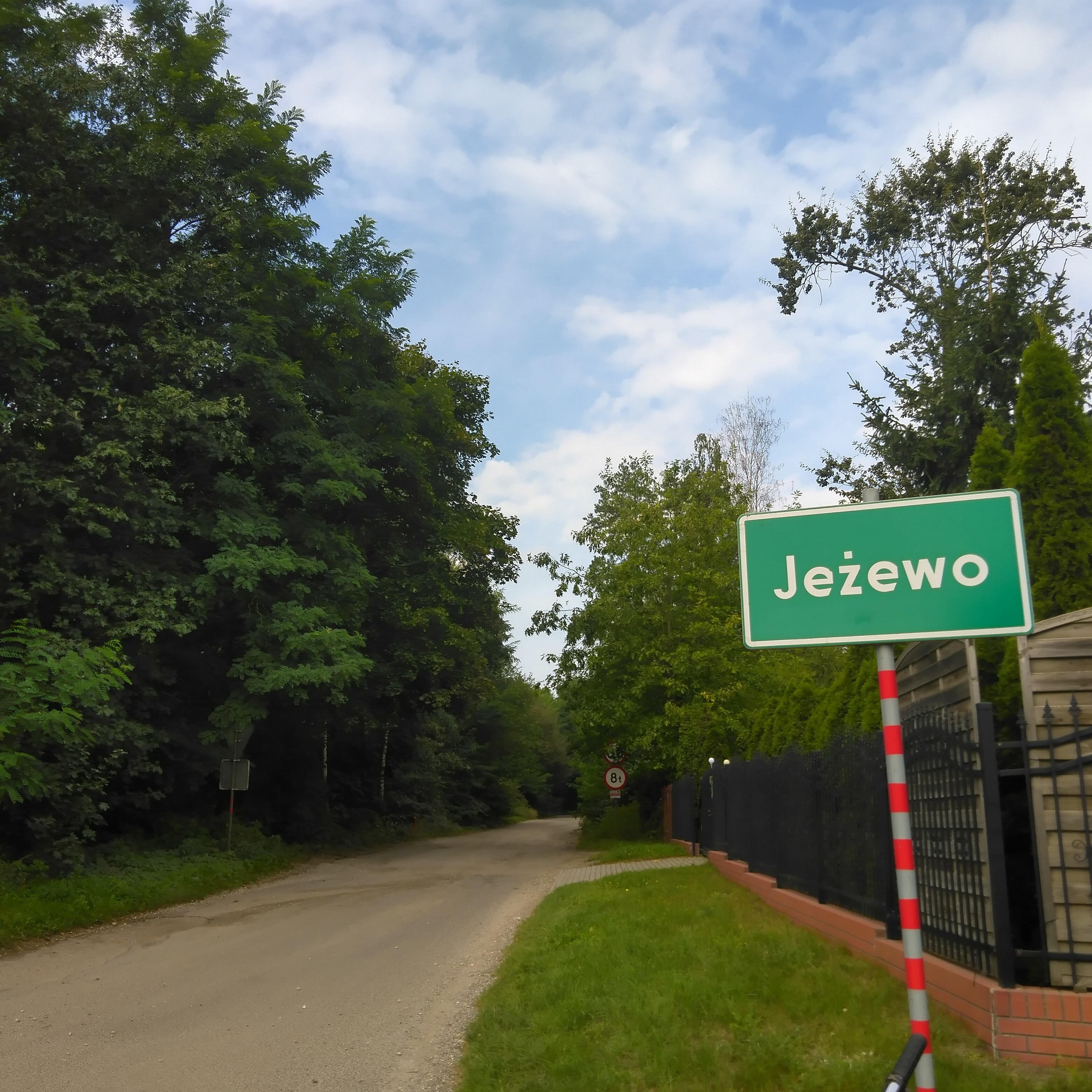

Jeżewo – wieś w Polsce położona w województwie łódzkim, w powiecie zgierskim, w gminie Zgierz.
Miejscowość wchodzi w skład sołectwa Biała.
W latach 1975–1998 Jeżewo administracyjnie należało do ówczesnego województwa łódzkiego.

## Zabytki
Według rejestru zabytków Narodowego Instytutu Dziedzictwa na listę zabytków wpisane są obiekty:
- zespół dworski, poł. XIX w., nr rej.: A/266 z 4.11.1979:
  - dwór
  - park